# Спарре, Аксель
А́ксель А́ксельссон Спа́рре (швед. Axel Axelsson Sparre; 9 января 1652, Висбю — 31 мая 1728, имение Бручинд, уезд Ворднес, лен Эстеръётланд) — шведский граф (1720 год), фельдмаршал (1721 год), живописец, сподвижник Карла XII и участник Великой Северной войны.

## Биография
Сын Акселя Карлссона Спарре, губернатора (ландсхёвдинга) Готланда (1650—1654) и Эстеръётланда (1654—1655), от его первого брака с Маргаретой Оксеншерна.
В 1661 году Спарре стал студентом Упсальского университета. В 1671 году был зачислен в лейб-гвардию, а уже в следующем году 20-летний Аксель поступил на голландскую военную службу. Принимал участие в голландской войне (1672—1675), в частности, участвовал в сражении под Сенефом (1674 год).
В том же году был отозван в шведскую армию и назначен капитаном пехотного полка фельдмаршала Хенрика Горна в Штаде. Участвовал в датско-шведской войне за Сконе (1676—1679 годы). После капитуляции Штаде (1676) он отправился через Лифляндию в город Или, оттуда по льду в Стокгольм и далее в армию в Сконе, там он поступил на службу капитаном лейб-гвардии и участвовал в битве под Ландскруной. В 1676 году стал подполковником Нерке-Вермландского полка и участвовал в обороне Бохуслена. Имея вспыльчивый характер, Спарре в 1684 году был осуждён на тюремное заключение за то, что обнажил шпагу против командира своего полка полковника Ребиндера.
Будучи преданным кронпринцу Карлу, Аксель Спарре содействовал принятию риксдагом в 1697 году решения о досрочном признании молодого наследника престола совершеннолетним и провозглашении его королём Карлом XII. В 1699 году Спарре получил звание полковника и был назначен командиром Вермландского полка, с которым он присоединился к армии Карла XII в Лифляндии в декабре 1700 года сразу после битвы под Нарвой (1700). Участвовал в походах Карла XII на протяжении последующих лет. Отличился в сражении на Западной Двине (1701) и в битве при Клишове (1702), а также в многочисленных перестрелках. В 1705 году он получил звание генерал-майора и в 1706 году внёс большой вклад в победу при Фрауштадте, где командовал центром армии. Спарре проявил себя смелым воином. Начиная свой поход в Россию, Карл XII был настолько уверен в победе, что обещал Акселю Спарре должность московского губернатора.
В битве под Полтавой (1709 год) Спарре с редкой храбростью командовал одной из четырёх колонн пехоты, которые атаковали русские редуты. В дальнейшем он безуспешно пытался спасти пехотные части генерала Росса от окружения и уничтожения. После поражения шведов в Полтавской битве генерал-майор Спарре сопровождал короля с небольшим отрядом от Переволочной на Днепре до Османской империи.
Там в 1710 году он получил звание генерал-лейтенанта. Спарре участвовал в кровопролитном столкновении отряда короля с турками в Бендерах в феврале 1713 года, после чего несколько дней находился с Карлом XII в турецком плену.
Перед тем как покинуть шведский лагерь под Бендерами Карл XII передал Акселю Спарре все полномочия по освобождению шведских пленных и последующее командование оставшимися шведскими воинами, которых оставалось чуть более 1000 человек. Это оказалось довольно сложной задачей — обеспечить снабжение продовольствием такого большого отряда и, в конечном итоге, вывести его из турецких владений. Кроме того, на плечи Акселя Спарре легла забота о польском ставленнике Карла XII Станиславе Лещинском, который прибыл в шведский лагерь спустя несколько недель после кровавого столкновения шведов с турками, причём Спарре часто получал средства в заём под свои личные гарантии.
В конце 1713 года Аксель Спарре получил звание генерала от инфантерии. В сентябре 1714 года во главе отряда, состоявшего из пяти небольших пехотных частей, он начал свой долгий путь из Бендер в Швецию через Венгрию и Германию. В каждой части — «дивизии» было по три отряда, по 100 человек в каждом. Кроме Акселя Спарре «дивизиями» командовали генералы Хорд, Цеге, Густав Цюлих и Юхан Ертта.
В феврале 1715 года, достигнув ганноверского границы, Аксель Спарре передал командование над своими частями генералу Карлу-Густаву Хорду. Он получил разрешение короля на лечение своей подагры, направился к тёплой купальне в городе Аахен и был аккредитован как чрезвычайный и уполномоченный посланник в ландграфство Гессен-Кассель.
В 1717 году уехал с особым поручением к королю Станиславу Лещинскому в Цвайбрюкен, оставаясь у него в качестве личного гостя и вернулся домой только в 1719 году.
Спарре был сторонником гессенского дома и после возвращения на родину поддержал мужа королевы Ульрики Элеоноры Фридриха Гессенского, который сменил её на шведском троне, приняв имя Фредерика I. Вскоре после этого Спарре был возведён в графское достоинство (1720 год), а в 1721 году он стал фельдмаршалом. В этом же году Аксель женился на Анне Марии Фалькенберг аф Болбю.
Аксель Спарре умер 31 мая 1728 года, не оставив наследников.
Спарре был довольно талантливым портретистом, хотя и не имел соответствующего образования. В частности, его кисти принадлежат два портрета Карла XII. Первый из них был написан в Бауске в 1701 году и в настоящее время хранится в Шведском государственном историческом музее. Второй, написанный в 1712 году в Бендерах, входит в коллекцию Грипсхольмской художественной галереи.